# Voodoo Child (Slight Return)
Voodoo Child (Slight Return) is een nummer van de Brits-Amerikaanse band The Jimi Hendrix Experience. Het nummer werd uitgebracht op hun album Electric Ladyland uit 1968. Op 23 oktober 1970, ruim een maand na het overlijden van Hendrix, werd het nummer onder de titel "Voodoo Chile" uitgebracht op single.

## Achtergrond
"Voodoo Child (Slight Return)" komt voort uit het nummer "Voodoo Chile", opgenomen op 2 mei 1968 in een jamsessie waarbij Steve Winwood op orgel te horen was. Een dag later keerden Hendrix en zijn band terug naar de studio, waarbij er een korte documentaire werd opgenomen voor de Amerikaanse televisiezender ABC. Bassist Noel Redding vertelde hierover: "We leerden dat nummer terwijl we in de studio stonden... De camera's draaiden en filmden ons terwijl we het speelden." Hendrix voegde hieraan toe: "Iemand was ons aan het filmen toen we ["Voodoo Child"] begonnen te spelen. We deden dat ongeveer drie keer omdat zij ons in de studio wilden filmen, zodat wij - 'Doe alsof je aan het optreden bent, jongens' - zo'n scène, weet je, dus, 'OK, laten we dit in E spelen, één, twee, drie', en toen begonnen we "Voodoo Child" te spelen." Er werden uiteindelijk acht takes van het nummer opgenomen, waarbij de laatste versie op Electric Ladyland terechtkwam.
Er bestaat verwarring over de nummers "Voodoo Chile" en "Voodoo Child (Slight Return)". Hendrix had de gewoonte om verschillende namen en spellingen te gebruiken voor zijn nummers. In zijn handgeschreven tekst gebruikte hij "Voodoo Chile" voor de jamsessie die een kwartier duurt, terwijl hij zowel "Voodoo Chile (Slight Return)" als "Voodoo Child (Slight Return)" gebruikte voor de korte versie. Op de Amerikaanse versie Electric Ladyland komen deze nummers voor als respectievelijk "Voodoo Chile" en "Voodoo Child (Slight Return)", maar toen het album uit werd gebracht in het Verenigd Koninkrijk, werd voor het tweede nummer de spelling "Voodoo Chile (Slight Return)" gebruikt. In 1970 werd de korte versie van het nummer uitgebracht op single, maar hiervoor werd de titel "Voodoo Chile" gebruikt, zonder tekst tussen haakjes.
Hendrix speelde "Voodoo Child (Slight Return)" vaak tijdens zijn concerten, waarbij de lengte varieerde tussen zeven en achttien minuten. Diverse liveversies werden uitgebracht op de albums The Jimi Hendrix Concerts, Hendrix in the West, Woodstock en Live at the Fillmore East.
Ruim een maand na het overlijden van Hendrix op 18 september 1970 werd "Voodoo Child (Slight Return)" uitgebracht op single onder de titel "Voodoo Chile" en werd zijn enige nummer 1-hit in het Verenigd Koninkrijk. In Nederland behaalde het nummer de vierde plaats in zowel de Top 40 als de Hilversum 3 Top 30, terwijl het nummer in de Verenigde Staten geen hitlijsten behaalde. In 2004 zette het tijdschrift Rolling Stone het nummer op plaats 102 in hun lijst The 500 Greatest Songs of All Time.

## Hitnoteringen

### Nederlandse Top 40
| Hitnotering: 05-12-1970 t/m 30-01-1971 | Hitnotering: 05-12-1970 t/m 30-01-1971 | Hitnotering: 05-12-1970 t/m 30-01-1971 | Hitnotering: 05-12-1970 t/m 30-01-1971 | Hitnotering: 05-12-1970 t/m 30-01-1971 | Hitnotering: 05-12-1970 t/m 30-01-1971 | Hitnotering: 05-12-1970 t/m 30-01-1971 | Hitnotering: 05-12-1970 t/m 30-01-1971 | Hitnotering: 05-12-1970 t/m 30-01-1971 | Hitnotering: 05-12-1970 t/m 30-01-1971 | Hitnotering: 05-12-1970 t/m 30-01-1971 |
| Week                                   | 1                                      | 2                                      | 3                                      | 4                                      | 5                                      | 6                                      | 7                                      | 8                                      | 9                                      |                                        |
| -------------------------------------- | -------------------------------------- | -------------------------------------- | -------------------------------------- | -------------------------------------- | -------------------------------------- | -------------------------------------- | -------------------------------------- | -------------------------------------- | -------------------------------------- | -------------------------------------- |
| Positie                                | 17                                     | 9                                      | 6                                      | 6                                      | 4                                      | 5                                      | 9                                      | 17                                     | 34                                     | uit                                    |

### Hilversum 3 Top 30
| Hitnotering: 12-12-1971 t/m 30-01-1971 | Hitnotering: 12-12-1971 t/m 30-01-1971 | Hitnotering: 12-12-1971 t/m 30-01-1971 | Hitnotering: 12-12-1971 t/m 30-01-1971 | Hitnotering: 12-12-1971 t/m 30-01-1971 | Hitnotering: 12-12-1971 t/m 30-01-1971 | Hitnotering: 12-12-1971 t/m 30-01-1971 | Hitnotering: 12-12-1971 t/m 30-01-1971 | Hitnotering: 12-12-1971 t/m 30-01-1971 | Hitnotering: 12-12-1971 t/m 30-01-1971 |
| Week                                   | 1                                      | 2                                      | 3                                      | 4                                      | 5                                      | 6                                      | 7                                      | 8                                      |                                        |
| -------------------------------------- | -------------------------------------- | -------------------------------------- | -------------------------------------- | -------------------------------------- | -------------------------------------- | -------------------------------------- | -------------------------------------- | -------------------------------------- | -------------------------------------- |
| Positie                                | 11                                     | 8                                      | 7                                      | 4                                      | 4                                      | 8                                      | 13                                     | 26                                     | uit                                    |

### NPO Radio 2 Top 2000
| Nummer met noteringen in de NPO Radio 2 Top 2000 | '15 | '16 | '17 | '18 | '19 | '20 | '21 | '22 | '23  | '24  |
| ------------------------------------------------ | --- | --- | --- | --- | --- | --- | --- | --- | ---- | ---- |
| Voodoo Child (Slight Return)                     | 533 | 715 | 817 | 638 | 859 | 869 | 906 | 970 | 1044 | 1250 |

1. ↑  Een vetgedrukt getal geeft de hoogste notering aan.
2. ↑  2015 was het eerste jaar met een notering voor dit nummer.